# Гидрид ниобия
Гидрид ниобия — бинарное неорганическое соединение металла ниобия и водорода с формулой NbH, 
серые кристаллы, 
не растворимые в воде.

## Получение
- Действие водорода на порошкообразный ниобий:

{\displaystyle {\mathsf {2Nb+H_{2}\ {\xrightarrow {360^{o}C}}\ 2NbH}}}
- Действие воды на сплав ниобия с натрием:

{\displaystyle {\mathsf {Nb+Na+H_{2}O\ {\xrightarrow {}}\ NbH+NaOH}}}
- Восстановление водородом окситрихлорида ниобия(V):

{\displaystyle {\mathsf {NbOCl_{3}+3H_{2}\ {\xrightarrow {T}}\ NbH+H_{2}O+3HCl}}}

## Физические свойства
Гидрид ниобия образует серые кристаллы 
кубической сингонии, 
параметры ячейки a = 0,3423÷0,3427 нм.
В зависимости от способа получения продукт имеет значительные отклонения от стехиометрического состава.

## Химические свойства
- Окисляется при нагревании на воздухе:

{\displaystyle {\mathsf {2NbH+3O_{2}\ {\xrightarrow {T}}\ Nb_{2}O_{5}+H_{2}O}}}
- Разлагается при нагревании в вакууме:

{\displaystyle {\mathsf {2NbH\ {\xrightarrow {T}}\ 2Nb+H_{2}}}}